# Pochekhonie
Pochekhonié (en russe : Пошехонье) est une ville de l'oblast de Iaroslavl, en Russie, et le chef-lieu administratif du raïon de Pochekhonié. Sa population s'élevait à 5 650 habitants en 2020. Elle est connue pour son fameux fromage présuré, le fromage de Pochekhonié (Pochekhonsky syr).

## Géographie
Pochekhonié est arrosée par la rivière Sogoja, dont la vallée est inondée par le réservoir de Rybinsk. Elle se trouve à 57 km au nord-est de Rybinsk, à 108 km au nord-ouest de Iaroslavl et à 319 km au nord-nord-est de Moscou.

## Histoire
Elle a été fondée comme village, sous le nom de Pertoma (Пертома) au XVIIe siècle. En 1777, il obtint le statut de ville et fut rebaptisé en Pochekhonié. En 1918, la ville fut rebaptisée Pochekhonié-Volodarsk (Пошехонье-Володарск). Elle porta ce nom jusqu'en 1992, puis retrouva son ancien nom de Pochekhonié.
Une variété de fromage produite en grande quantité en Russie est appelée fromage de Pochekhonié.

## Population
Recensements ou estimations de la population
| 1856  | 1897* | 1913  | 1926* | 1931  | 1939* | 1959* |
| ----- | ----- | ----- | ----- | ----- | ----- | ----- |
| 2 900 | 4 033 | 4 300 | 4 289 | 4 400 | 6 900 | 7 853 |

| 1970* | 1979* | 1989* | 2002* | 2010* | 2012  | 2013  |
| ----- | ----- | ----- | ----- | ----- | ----- | ----- |
| 8 010 | 7 834 | 8 042 | 6 973 | 6 084 | 5 995 | 5 963 |

| 2014  | 2015  | 2016  | 2017  | 2018  | 2019  | 2020  |
| ----- | ----- | ----- | ----- | ----- | ----- | ----- |
| 5 905 | 5 868 | 5 864 | 5 867 | 5 821 | 5 747 | 5 650 |